# Mayéutica
La mayéutica  (del griego μαιευτικóς, maieutikós, «perito en partos»; μαιευτικη´, maieutiké, «técnica de asistir en los partos») es el método aplicado por Sócrates a través del cual el maestro hace que el alumno, por medio de preguntas, descubra conocimientos.
Como la partera, Sócrates lleva a cabo tres funciones principales o fundamentales: despierta y apacigua los dolores del parto, conduce bien los partos difíciles y provoca, si es necesario, el aborto; el proceso es doloroso debido a las crueles interrogantes del método socrático, pero esto desencadena la iluminación, en la que la verdad parte desde el mismo individuo. La invención de este método del conocimiento se remonta al siglo IV a. C. y se atribuye por lo general al Sócrates histórico en referencia a la obra Teeteto, de Platón.
La mayéutica es la segunda de las fases del método socrático. La primera es la llamada ironía socrática, en la que el maestro simula ignorancia sobre la materia a tratar, ensalzando inicialmente las cualidades de su interlocutor para, después, hacer comprender a este que lo que creía saber en realidad no lo sabe y que su conocimiento estaba basado en prejuicios o costumbres.
A continuación vendría la mayéutica, que es la acción pedagógica del método. La técnica consiste en hacer preguntas al interlocutor mediante las cuales este va descubriendo conceptos generales que le ayudan a ver la luz.

## Etimología
El término «mayéutica» es un vocablo griego (μαιευτική, "maieutiké") que se traduce como obstetricia, es decir, la que se ocupa de la partería o tocología. La madre de Sócrates, Fenáreta, era comadrona.
Sócrates modificó el significado médico que tenía la mayéutica y lo reorientó al ámbito filosófico. Mientras el significado real de la mayéutica es «el arte de partear», Sócrates lo focalizó en «el arte de ayudar a parir conocimientos». El estilo socrático consiste en que, a base de preguntas, el interlocutor medite y encuentre las respuestas él mismo.

## Posible origen
Los únicos documentos que atribuyen la invención de la mayéutica a Sócrates son los diálogos de Platón El banquete y Teeteto. Por lo tanto, no está históricamente demostrado que Sócrates haya sido su inventor. Pero en la filosofía actual se cree que él es el autor de este método y esto se encuentra en libros acerca de Sócrates escritos por su discípulo Platón.
Su tema fundamental es la pregunta: ¿Qué es el conocimiento? Teeteto, un joven estudiante de matemática y ciencias afines, propone tres definiciones que son rechazadas por Sócrates. El saber no puede ser definido ni como percepción ni como opinión verdadera ni tampoco como una explicación acompañada de opinión verdadera. Sócrates rebate estos argumentos desde un punto de vista crítico, es decir, solo cuestiona lo que propone Teeteto a través de preguntas y no formula un concepto de conocimiento.
De este diálogo proviene una definición tradicional del conocimiento, la que lo considera como creencia verdadera justificada.

## Técnicas: mayéutica e ironía socrática
Esta técnica es una evolución de los conocimientos técnicos del orfismo, los cuales se basan en la creencia de la teoría de la reminiscencia y la práctica de la catarsis, especialmente desarrollada en Pitágoras.
La mayéutica consiste en la creencia de que existe un conocimiento que se acumula en la conciencia por la tradición y la experiencia de generaciones pasadas. Por lo tanto, en la mayéutica se invita al individuo a descubrir la verdad que se encuentra en él latente e inconsciente, mientras que la ironía, históricamente creada por Sócrates, combate en el individuo lo erróneo de lo que cree saber y que cree verdadero, cuando en realidad es falso.
La ironía se dirige a aquellas personas que pretenden saber, pero que en realidad son ignorantes, mientras que la mayéutica se dirige al que se cree un ignorante sin serlo.

### Presentada por Sócrates
En filosofía, el concepto de mayéutica está ligado al personaje histórico de Sócrates.
El primer texto de Platón (en orden cronológico) que relaciona la mayéutica con el personaje Sócrates es El banquete. Sócrates, que repite las palabras de la sacerdotisa Diotima, dice que el alma de cada hombre está embarazada y que quiere dar a luz. Sin embargo, este parto no puede llevarse a cabo, dice la hermosa Diotima. Es precisamente el papel del filósofo el de ayudar dar a luz al alma (el "partero"), y esta luz es la belleza, que se define como el λóγος. De este parto proviene la palabra "mayéutica, que se traduce como "la partera".
El segundo diálogo platónico para comprender la mayéutica puesta en el personaje de Sócrates es el Teeteto. Le recuerda al personaje de este nombre que su madre, Fenáreta, era partera, y le advierte que él mismo también se ocupa del arte obstétrico; solo que su arte se aplica a los hombres y no a las mujeres, y se relaciona con sus almas y no con sus cuerpos. Porque, así como la comadrona ayuda a dar a luz, pero ella misma no da a a luz, del mismo modo el arte de Sócrates consiste no en proporcionar el mismo conocimiento, sino en ayudar al alma de los interrogados a dar a luz los conocimientos de que están grávidas.
En una definición simple y coherente, mayéutica es responder preguntas con más preguntas; de este modo, se llega a un final, final en que la respuesta la da el propio discípulo.

## En la educación
La mayéutica, como método del conocimiento, ha sido especialmente importante en la educación, pues compara al filósofo con el educador, como el de una partera que porta a la luz al niño. La mayéutica emplea el diálogo como instrumento dialéctico para llegar al conocimiento.
La idea básica del método socrático de enseñanza consiste en que el maestro no inculca al alumno el conocimiento, pues rechaza que su mente sea un receptáculo o cajón vacío en el que se puedan introducir las distintas verdades. En la escuela socrática, el discípulo busca el conocimiento a través del diálogo con el maestro.

## En el psicoanálisis: Jacques Lacan
Otras disciplinas y ciencias se han inspirado en el método mayéutico. En el siglo XX, Jacques Lacan entendió el psicoanálisis principalmente como un método mayéutico mediante el cual el analista (psicoanalista) favorece que el analizante (paciente) encuentre su propio proceso, pues este es considerado como quien es en verdad el que tiene (inconscientemente) el saber de lo que le afecta. En tal caso, el analista estimula al analizante para que pueda hacer consciente lo que es inconsciente.

## Paulo Freire
Paulo Freire, educador brasileño e influyente teórico de la educación, le otorga un gran valor a la palabra. En su obra Pedagogía del oprimido, nos ofrece la búsqueda de una educación liberadora, y desde luego, neosocrática, puesto que la comunicación concientizadora que nos expone es eminentemente mayéutica. Según este pedagogo el diálogo es un encuentro de los hombres mediatizado por el mundo, para pronunciarlo, no agotándose, por lo tanto, en la mera relación yo-tú. Como exigencia existencial, comprometerse a pronunciar al mundo por medio de la dialogicidad, no implica la imposición de una verdad; sino que se trata de un acto creador. De ahí que para concebir este acto dentro de la educación como práctica liberadora no es permisible la presencia del “educador bancario”, “antidialógico”, puesto que insiste en la promoción de respuestas a preguntas que no se han hecho y posiblemente esas respuestas sean dominantes, impositoras, de aparentes verdades no sometidas a juicio. Para el educador-educando, el diálogo promueve la devolución constante (no el depósito) de elementos organizados, sistematizados y acrecentados. Solamente el diálogo implica el pensar crítico, potencializando con ello la capacidad de trascendencia y creatividad del hombre al educar dentro de un contexto de libertad y no de imposición. Contempla al hombre como un sujeto y ente pensante que puede aportar al educador, quien no cuenta con la verdad absoluta, y de esta forma crear una sociedad educada mas no domesticada, solo con ello, considera, podremos romper con modelos establecidos y llevar a cabo una transformación total. Por eso, para Freire, la verdadera educación es diálogo.

## Otras interpretaciones
Alternativa y recientemente, podemos encontrar también visiones que realzan la importancia objetiva (objetual, noetológica) de la mayéutica, estableciendo una analogía entre la partería en sentido estricto y la labor crítica que la filosofía cumple por lo que se refiere a las aporías dadas en otras disciplinas (la filosofía como "saber de saberes"), científicas, sí, pero también técnicas, artísticas, literarias, &c. Esto con el fin de hacer frente a las interpretaciones hegemónicas (principalmente psicológicas y pedagógicas) que la mayéutica ha venido recibiendo desde hace siglos por parte de numerosas tradiciones, concibiéndola como una suerte de "comunicación entre almas".

## Focos
La mayéutica se integra necesariamente a la ironía socrática, la cual es la primera fase de depuración del pensamiento de prejuicios.
Los elementos básicos del diálogo socrático son la pregunta, la respuesta, el debate y la conclusión. Entre estos elementos está la idea inicial, que puede ser errática o ignorada, y la idea final, que es a la cual se llega por medio del discernimiento intelectual.

### Fases de la escuela socrática
En este sentido, se pueden determinar tres fases dentro de la escuela socrática:
- La ironía socrática: En esta, el estudiante responde sin pensar mucho en lo que dice. Por lo general, el estudiante o discípulo piensa que lo que cree es cierto, pero en realidad no ha tenido tiempo de desarrollar un pensamiento objetivo acerca de lo que cree. Esto corresponde a lo que se conoce en filosofía como el prejuicio. El filósofo debate la idea que tiene el discípulo por medio de preguntas, hasta que el discípulo descubra que lo que pensaba era errado o incompleto.
- La mayéutica: Esta se pone en el segundo nivel del proceso socrático. Libre del prejuicio, el discípulo es invitado a continuar el diálogo para descubrir de manera profunda la coherencia de la verdad. Se parte de la idea que el conocimiento se encuentra latente en la conciencia humana y que es necesario hacerlo nacer, parirlo (partera = mayéutica).
- Alétheia: Es transcripción de la palabra griega ἀλήθεια, álétheia, que se traduce como "la verdad" o "lo verdadero"; es la fase de conclusión en la cual el estudiante se hace dueño de la verdad que ha descubierto.[11] La palabra griega alétheia se traduce literalmente como "sin velo" (ἀ-λήθεια), tomando también los significados de "el no estar oculto", "lo que es evidente".